# Ouvrage du Col-de-Buffère
L'ouvrage du Col-de-Buffère est une fortification faisant partie de la ligne Maginot, située sur la commune de Névache, dans le département des Hautes-Alpes.
Il s'agit d'un petit ouvrage d'infanterie, dont la construction commence seulement en 1937 ; l'ouvrage est inachevé en 1940.

## Description
L'ouvrage est construit à 2 415 mètres d'altitude sur le versant nord du col de Buffère (situé à 2 427 mètres), dominant le vallon de Buffère. Le col permet de rejoindre par un sentier Le Monêtier-les-Bains.

### Position sur la ligne
L'ouvrage couvre un des accès à la vallée de la Guisane, qui mène à Briançon.

### Blocs et souterrain
L'ouvrage du Col-de-Buffére est un ouvrage d'infanterie comptant trois blocs.
Le bloc 1, à l'extrémité ouest de l'ouvrage, sert d'entrée, avec pour sa défense rapprochée un créneau pour fusil-mitrailleur en caponnière et une cloche GFM sur les dessus.
Le bloc 2 devait être une casemate d'infanterie située à l'est de l'ouvrage et tirant en flanquement vers les Sagnes. Si la fouille a été réalisée, le béton n'a pas été coulé. Un créneau pour jumelage de mitrailleuses a été installé à l'emplacement prévu pour le bloc, bouchant le débouché de la galerie.
Le bloc 3 devait être une autre casemate, au nord, flanquant le vallon de Buffére. Le bloc n'a pas été construit, mais a été remplacé par un blockhaus MOM comportant un créneau pour fusil mitrailleur.
L'ensemble est complété par une cheminée et par une sortie de secours.

## Histoire
Pour la défense du col de Buffère, la Commission d'organisation des régions fortifiées (CORF) envisageait la construction d'un petit ouvrage d'infanterie. L'avant-projet établi par la direction du génie de Briançon le 9 novembre 1929 (no 679/S) prévoyait quatre blocs :
- une entrée sud-ouest avec casemate pour deux mortiers de 75 mm tirant vers le nord ;
- un observatoire ;
- un bloc C avec deux mitrailleuses sous casemate, orienté au nord ;
- un bloc D avec une mitrailleuse orientée vers le nord-est, un mortier de 81 mm vers l'est et un fusil mitrailleur tirant à revers[1].

Par manque de financement, la construction de l'ouvrage est tardive, à partir de 1937, exécutée par de la main-d'œuvre militaire (MOM). L'ensemble est inachevé en juin 1940 ; l'observatoire et les deux casemates ne furent jamais construits. Le commandant était le sous-lieutenant de Vaumas.